# Shahrixonsoy
Der Shahrixonsoy ist ein Bewässerungskanal im Ferghanatal in Zentralasien. Der Kanal ist 120 km lang und fließt durch Kirgisistan und Usbekistan.

## Geschichte
Der Shahrixonsoy wurde 1887 erbaut. In den Jahren 1939–1941 wurde er in das System der neu errichteten Ferghanakanäle eingezogen. Ab 1976 wurden Umbauarbeiten durchgeführt.

## Verlauf
Der Shahrixonsoy wird am Fuß des Staudamms der Andijon-Talsperre nach links aus dem Qoradaryo abgeleitet. Nach etwa 1 km werden an einem Stauwehr der Andijonsoy und ein weiterer Kanal von ihm abgezweigt. In seinem Lauf nach Westen bildet der Shahrixonsoy für etwa 20 km die Grenze zwischen Kirgisistan und Usbekistan, bis er zwischen den Städten Kara-Suu (Kirgisistan) und Qorasuv (Usbekistan) hindurchfließt. Im weiteren Verlauf durch die usbekische Viloyat Andijon passiert er unter anderem die Städte Qoʻrgʻontepa, Xoʻjaobod, Asaka und mündet bei Shahrixon von links in den Großen Ferghanakanal. Von diesem Mündungsort hat der Kanal auch seinen Namen.
Von dem Shahrixonsoy zweigen andere Kanäle ab, darunter der Südliche Ferghanakanal.